# Cymopterus bulbosus
Cymopterus bulbosus là một loài thực vật có hoa trong họ Hoa tán. Loài này được A.Nelson mô tả khoa học đầu tiên năm 1899.

## Hình ảnh

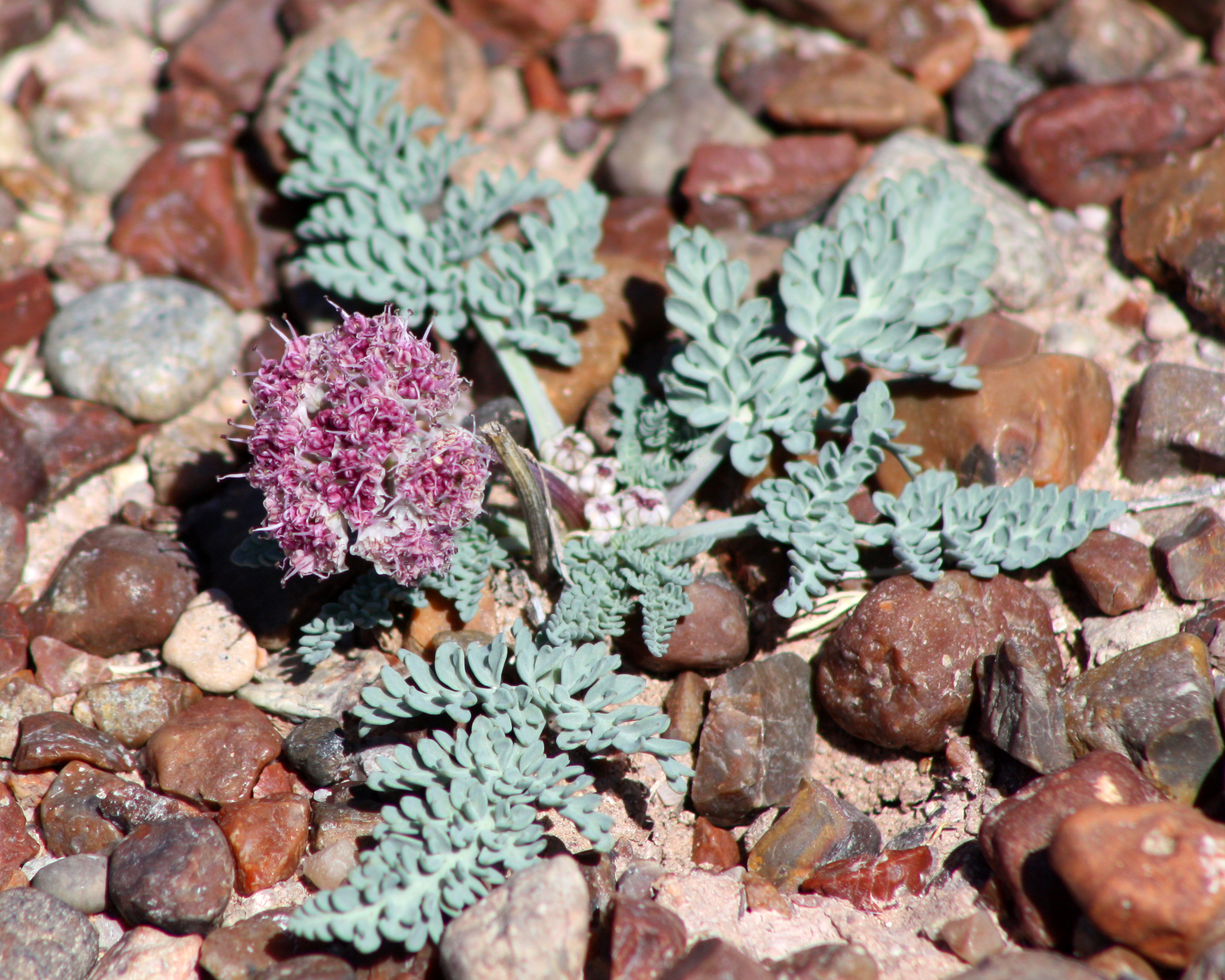